# Santiago García (argentyński piłkarz)
Santiago García (ur. 8 lipca 1988 w Rosario) – argentyński piłkarz występujący na pozycji lewego obrońcy. Zawodnik Toluki.

## Kariera piłkarska
Santiago García jest wychowankiem drużyny Rosario Central. W pierwszej lidze argentyńskiej rozegrał 14 meczów w barwach tej ekipy. Po zakończeniu sezonu 2009/2010 grał także w dwóch meczach barażowych o utrzymanie w argentyńskiej Primera División, jednak jego klub ostatecznie nie zdołał się utrzymać. 12 lipca 2010 podpisał kontrakt z US Palermo. Sezon 2011/2012 spędził na wypożyczeniu w Novarze. Następnie wrócił do Palermo, którego barwy reprezentował do roku 2013.
Następnie był graczem CSD Rangers oraz Werderu Brema, a w 2017 przeszedł do Toluki.